# Daisy Ashfordová

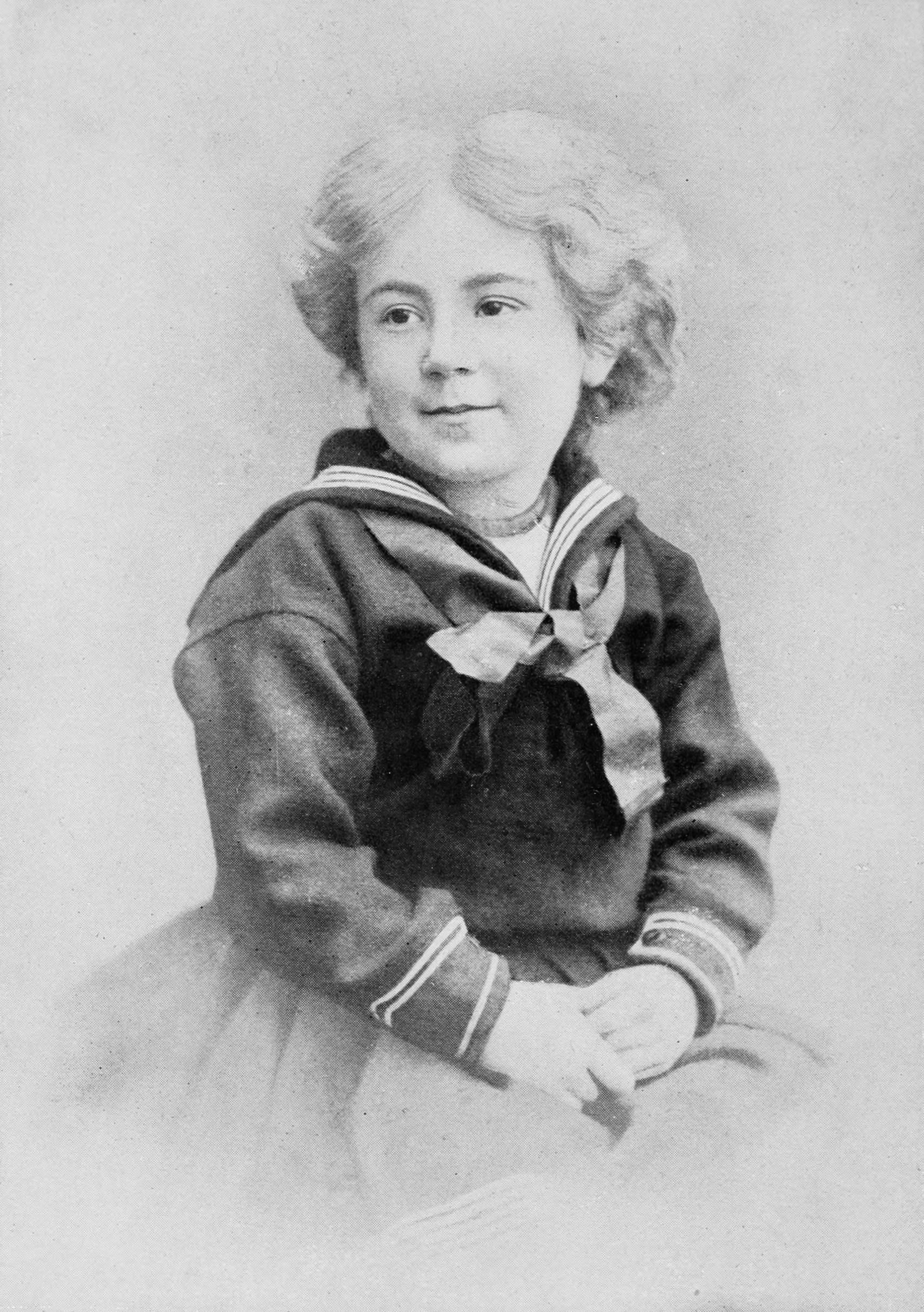
Daisy Ashfordová

Daisy Ashfordová (celým jménem Margaret Mary Julia Ashfordová, 7. dubna 1881, Petersham – 15. ledna 1972, Norwich) byla anglická spisovatelka.

## Život
Žila v rodině vysloužilého důstojníka v jihoanglickém městě Lewes, společně se sourozenci měla domácího učitele. Od nejútlejšího věku si vymýšlela příběhy; ve čtyřech letech, když ještě neuměla psát, nadiktovala rodičům svoji první knihu Život otce McSwineyho. Další její prózy byly Mladí návštěvníci, Láska a manželství a Katova dcera. V sedmnácti letech odešla do internátní školy a literárních ambic se vzdala. Teprve v roce 1917, když po smrti své matky uklízela její dům, objevila v šuplíku mezi sušenou levandulí rukopis Mladých návštěvníků. Půjčila ho kamarádce, která byla nemocná a chtěla něco na čtení. Ta byla knížkou nadšena a začala ji propagovat v literárních kruzích, až se dílo dostalo ke spisovateli a nakladateli Franku Swinnertonovi. Mladí návštěvníci vyšli v roce 1919 a předmluvu napsal tvůrce Petera Pana James Matthew Barrie (to vedlo k dohadům o jeho skutečném autorství). Kniha měla obrovský úspěch, do roka vyšla osmnáctkrát a vznikla i dramatizace.
Daisy Ashfordová se roku 1920 provdala za Jamese Devlina a vedli spolu hotel v Norfolku. Vydala ještě další svoje juvenilie, ale ty už neměly takový ohlas. Na sklonku života začala psát paměti, ale omylem rukopis spálila.

## Mladí návštěvníci
Nejslavnějším románem Daisy Ashfordové jsou Mladí návštěvníci (v originále The Young Visiters místo správného Visitors) aneb Plán pana Salteeny. Knihu napsala, když jí bylo devět let. Trvalo jí to dvanáct dní: mezi snídaní a večerním koupáním napsala každý den jednu kapitolu do školního sešitu za dvě penny.
Kniha vypráví o staromládeneckém majiteli londýnského železářství panu Alfredu Salteenovi, který se ve vlaku zamiluje do slečny Ethel. Aby na ni udělal dojem, namluví jí, že je gentleman, který má přístup do nejvyšších kruhů. Pak se obrátí na výstředního aristokrata Lorda Bernarda s prosbou, aby naučil nepraktického samotáře všechno, co musí umět správný lev salónů.
Próza se vyznačuje půvabně naivním stylem, projevujícím se četnými chybami i kuriózními formulacemi jako: „Lord Bernard se každý večer pomodlil a pak pil whisky, neboť byl velmi zbožný.“ Zároveň bývá současnou kritikou oceňována jako satira na viktoriánskou morálku a britský třídní systém.
V roce 2003 zfilmoval Mladé návštěvníky režisér David Yates pro společnost BBC. V hlavních rolích se představili Jim Broadbent, Lyndsey Marshalová a Hugh Laurie.
Ve dvacátých letech byli Mladí návštěvníci tak populární, že se jméno Ashfordové stalo memem. Například o knize F. S. Fitzgeralda Na prahu ráje kritik Edmund Wilson napsal, že je tak nezralá, jako by vyšla z pera Daisy Ashfordové.